# Bäckebron
Bäckebron är ett område med en hållplats längs med Fryksdalsbanan, i den sydligaste delen av Västra Ämterviks socken i Sunne kommun.